# Javier Velásquez
Ángel Javier Velásquez Quesquén, (*Etén, Lambayeque 12 de março de 1960) é um advogado, e político peruano. Foi primeiro-ministro do país de 2009 até 2010. Em 11 de julho de 2009 foi nomeado primeiro-ministro do Peru pelo presidente Alan García.